# Wrexham
Wrexham (wym. [ˈɹɛksəm], wal. Wrecsam, wym. [ˈɾɛksam]) – przemysłowe miasto (city) w północno-wschodniej Walii. Pełni funkcję centrum administracyjnego hrabstwa miejskiego Wrexham. Liczba mieszkańców: 42 576 (2001).
W mieście tym działa Glyndŵr University (dawniej NEWI).
Wrexham jest miastem partnerskim Raciborza.

## Historia
Pierwsze artefakty świadczące o obecności człowieka na terenie dzisiejszego Wrexham datowane są na okres około 8000 lat temu. Pierwsza znana osada na tym terenie nazywała się Wristleham Castle. Wristleham – typ zamku nazywany również Motte-and-bailey, znajdujący się w miejscu gdzie obecnie jest Erddig Park, to budowla, którą wzniesiono w 1161.
Edward I, angielski król, budowniczy zamków, które miały powstrzymywać Walijczyków przed odzyskaniem niepodległości – miał podobno przebywać we Wrexham w roku 1294 – w drodze na wyprawę, której celem było zgniecenie rewolty księcia Madoga (ap Llywelyn)
Miasto Wrexham w momencie utworzenia w roku 1536 było początkowo częścią okręgu Denbighshire i istniał wyraźny podział na dwie dzielnice Wrexham Regis – kontrolowana przez króla oraz Wrexham Abbot – starsza część miasta, wcześniej należąca do opactwa Valle Crucis Abbey w pobliskim Llangollen.
Do pierwszej połowy XVIII wieku Wrexham było małym miastem targowym, gdzie mieszkało około 2000 mieszkańców, natomiast w ostatniej dekadzie tego samego wieku w rezultacie rewolucji przemysłowej Wrexham rozbudowało się znacząco, stając na czele miast posiadających bardzo rozbudowany przemysł.
W 1762 przemysłowiec Wilkinson (1728-1808) zwany również "Iron Mad Wilkinson" (Wilkinson Stalowy Szaleniec) otworzył hutę stali Bersham w 1793 oraz odlewnię w Brymbo.
Rok 1848 to rok wydanie pierwszej gazety we Wrexham, a w mieście funkcjonowało wiele garbarni oraz browarów. W XIX wieku Wrexham uzyskało status niezależnego okręgu.

## Cmentarz
Na cmentarzu znajduje się kwatera, gdzie spoczywa 40 polskich żołnierzy zmarłych w latach 1946-1947 w szpitalach i obozach w północnej Walii, Cheshire i Shropshire.